# Nuovo libro dei Tang
Il Nuovo libro dei Tang (cinese tradizionale: 新唐書; cinese semplificato: 新唐书; pinyin: Xīn Tángshū; Wade-Giles: Hsin T'angshu), generalmente tradotto come "Nuova storia dei Tang" o "Nuova storia Tang", è un'opera di storiografia ufficiale che copre la dinastia Tang in dieci volumi e 225 capitoli. L'opera fu compilata da un gruppo di studiosi della dinastia Song, guidati da Ouyang Xiu e Song Qi.
Originariamente fu chiamata semplicemente Tangshu ("Libro dei Tang") fino al XVIII secolo.

## Storia
Nella storia cinese, era consuetudine per le dinastie compliare storie della dinastia precedente alla loro come mezzo per consolidare la propria legittimità. Di conseguenza, durante la dinastia dei Jin posteriori del periodo delle Cinque Dinastie e dei Dieci Regni, era già stata compilata una storia della precedente dinastia Tang, il Vecchio libro dei Tang (唐書).
Nel 1044, tuttavia, l'imperatore Renzong dei Song ordinò una nuova compilazione della storia dei Tang, in base alla sua convinzione che il Vecchio libro dei Tang mancasse di organizzazione e completezza. Il lavoro richiese 17 anni, venendo infine presentato nel 1060.

## Contenuti
Il Nuovo libro dei Tang differiva drasticamente nell'organizzazione e nei contenuti dalla versione più antica, in parte a causa delle inclinazioni letterarie e filosofiche dei suoi principali compilatori. Ouyang Xiu invocò frequentemente il principio della ragione nel valutare i resoconti storici, e purgò tutti i resoconti contenenti elementi di mito o superstizione, in tal modo abbreviando drasticamente molte delle biografie degli imperatori e delle principali figure.
Al contrario, il Nuovo libro dei Tang incluse parecchie nuove sezioni di interesse più pratico per la storia dei Tang. Tra queste vi era una serie molto ampliata di trattati (志), compresi argomenti sul commercio dei cavalli con il Tibet e sugli affari militari, e una tavola della gerarchia burocratica dell'amministrazione Tang che mancava nel Vecchio libro dei Tang. Un'altra caratteristica che fu ripresa era l'uso delle tavole (表), compilazioni annalistiche di eventi e successioni che includevano non solo gli stessi imperatori, ma anche cancellieri e jiedushi.
Anche lo stile della prosa nel Nuovo libro era diverso, essendo Ouyang Xiu e Song Qi entrambi ammiratori dello stile semplificato, "antico", della prosa degli studiosi Tang come Han Yu, piuttosto che dello stile fiorito della prosa che si trovava nei documenti ufficiali dei Tang. Questo portò i due studiosi a cambiare le formulazioni originali nei documenti che citavano nel libro. Tuttavia, nella riduzione, l'uso diretto delle cronache della corte Tang andò perduto, alcuni passaggi ridotti erano poco chiari e furono introdotti molti errori nel tentativo di trovare più parole "antiche" per riformulare gli originali Tang.

### Annali
Gli annali degli imperatori Tang sono trattati nei volumi 1–10. Wilkinson nota che gli annali nel Nuovo libro dei Tang sono considerevolmente più brevi che nel Vecchio libro dei Tang.

### Trattati
I trattati sono contenuti nei volumi da 11 a 60. Come notato sopra i trattati sono grandemente espansi in confronto al Vecchio libro dei Tang. La sezione su "Riti e musica" (禮樂) è la più vasta occupando 12 volumi (11-22). Il Nuovo libro dei Tang fu la prima delle storie ordinarie a includere un trattato sulla selezione e la nomina dei funzionari (選舉志). Ciò comprendeva una descrizione del sistema di esame, che era diventato un aspetto sempre più importante del reclutamento dei funzionari sotto i Tang, specialmente dopo il 780.

### Tavole
Le tavole sono contenute nei volumi 61-75.

### Biografie
Quattro biografie di donne appaiono in questo nuovo libro che non erano presenti nel primo Libro dei Tang. Le donne si uccidono o si mutilano in modi orribili, e rappresentano esempi di donne della dinastia Tang che avevano lo scopo di dissuadere i lettori contemporanei dai comportamenti estremi. Ad esempio, Woman Lu si cava l'occhio per assicurare al suo marito malato che non ci sarà nessun secondo uomo dopo di lui. Anche le biografie di 35 uomini apertamente filiali e fraterni sono inclusi nell'opera, benché questi uomini non ricorrano agli estremi della mutiliazione femminile che si trovano nelle biografie femminili.